# Monte Clémenceau
Il monte Clémenceau è una delle montagne più alte delle Montagne Rocciose Canadesi. È situato nella provincia canadese della Columbia Britannica.
Ha un'altezza di 3.658 metri sul livello del mare.
Il picco originariamente fu chiamato Pyramid (nel 1892 da Arthur Coleman). Ma venne poi ribattezzata dalla Interprovinciali Boundary Survey nel 1919 in onore di Georges Clémenceau, primo ministro francese durante la prima guerra mondiale. 
Il monte Clémenceau fu scalato per la prima volta nel 1923 da D.B. Durand, H.S. Hall, D. W. Harris e H.B. V. De Schwab.